# Adunați, Argeș
Adunați este un sat în comuna Râca din județul Argeș, Muntenia, România. Localitatea se mai numește și Betegi.

## Etimologie, istoric
Pe timpul lui Caragea a fost o ciumă care a bântuit în satul Pistilești; ca urmare acest sat a fost desființat. Oamenii betegi (= bolnavi) care au rămas cu diferite sechele, au urcat dealul și au format satul Betegi, care mai tarziu s-a numit și Adunați datorită faptului că s-a mărit prin venirea altor persoane din sate învecinate.. Satul este relativ nou, fiind înfiintat cam pe la 1800. La început a avut 7-8 fumuri și circa 20 de locuitori.

## Obiective turistice
- Biserica de lemn din Armășeni - monument istoric datând din anul 1780; se află în cimitirul din centrul satului